# Pont d'Asnières
Ne doit pas être confondu avec Pont ferroviaire d'Asnières.
Le pont d'Asnières franchit la Seine sur une longueur de 190 mètres d'Asnières-sur-Seine à Clichy.
Lors d'un comptage effectué en 2008 au moyen de compteurs à tubes, le trafic moyen journalier annuel s'élevait à 25 638 véhicules.

## Localisation
Le pont d'Asnières suit le tracé de la route départementale 909. Il franchit la Seine en rejoignant :
- du côté de Clichy, le carrefour de la route d'Asnières et de la route départementale 1 (quai de Clichy et quai Charles-Pasqua) ;
- du côté d'Asnières-sur-Seine, la route départementale 7 (quai du Maréchal-Joffre et quai du Docteur-Dervaux) dans l'axe de la Grande-Rue-Charles-de-Gaulle.

## Historique
Vers 1825, un premier pont en charpente (piles et culées en maçonnerie) est construit entre Asnières-sur-Seine et Clichy. Détruit, il est remplacé par un ouvrage d'art métallisé réalisé par l'ingénieur Ernest Goüin. Il s'agit du premier pont de fer réalisé en Europe. Délabré en raison d'un manque d'entretien et devenu moins adapté à la navigation, Jules Goüin (le fils d'Ernest Goüin) est chargé d'en moderniser les plans. Les travaux du nouveau pont se déroulent entre 1904 et 1912.

## Iconographie
Vincent van Gogh (1853-1890)
- La Pêche au printemps, pont de Clichy (Asnières), 1887, huile sur toile, 50,5 × 60 cm, Art Institute of Chicago[4]

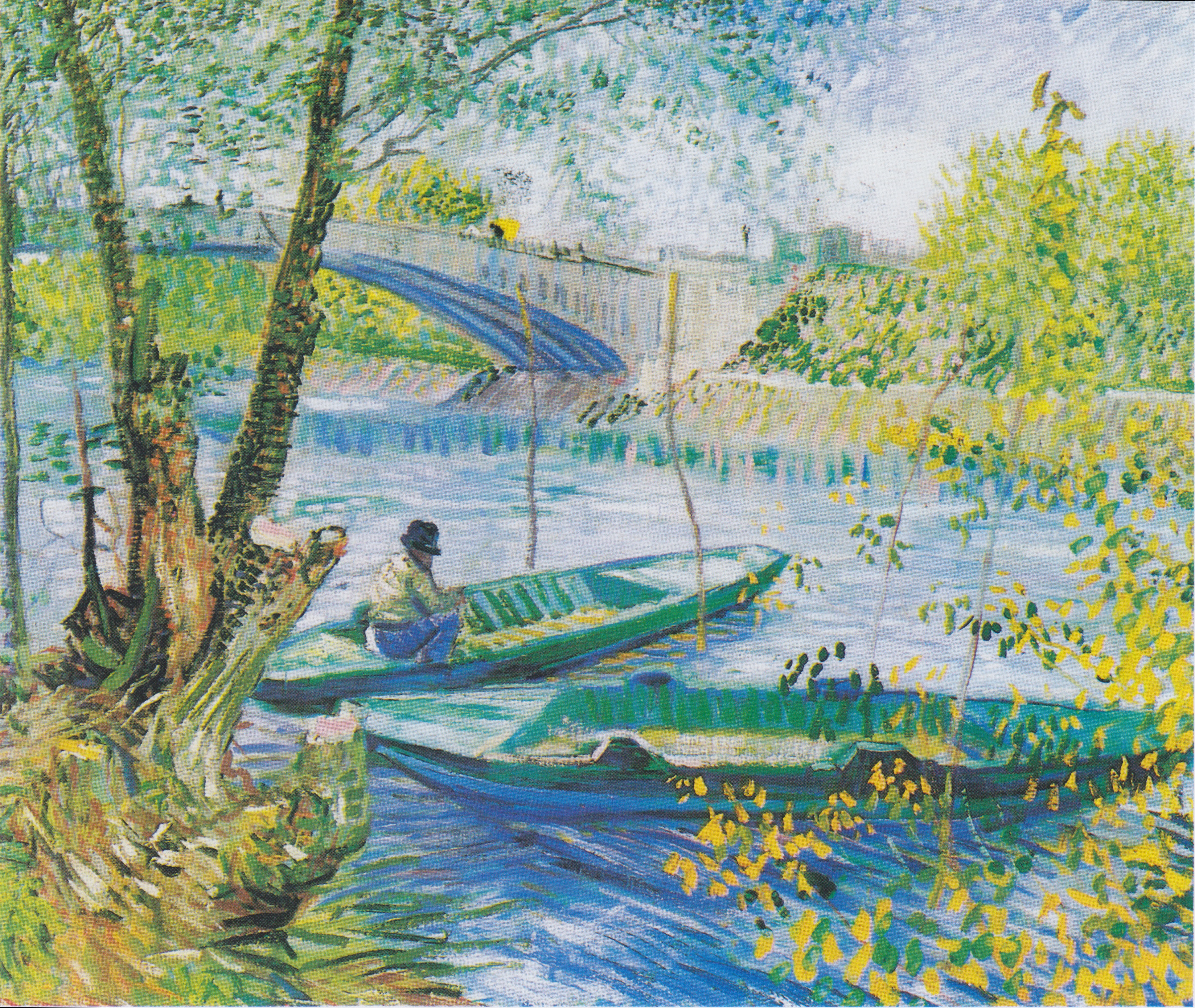
La Pêche au printemps au pont de Clichy, de Vincent van Gogh.
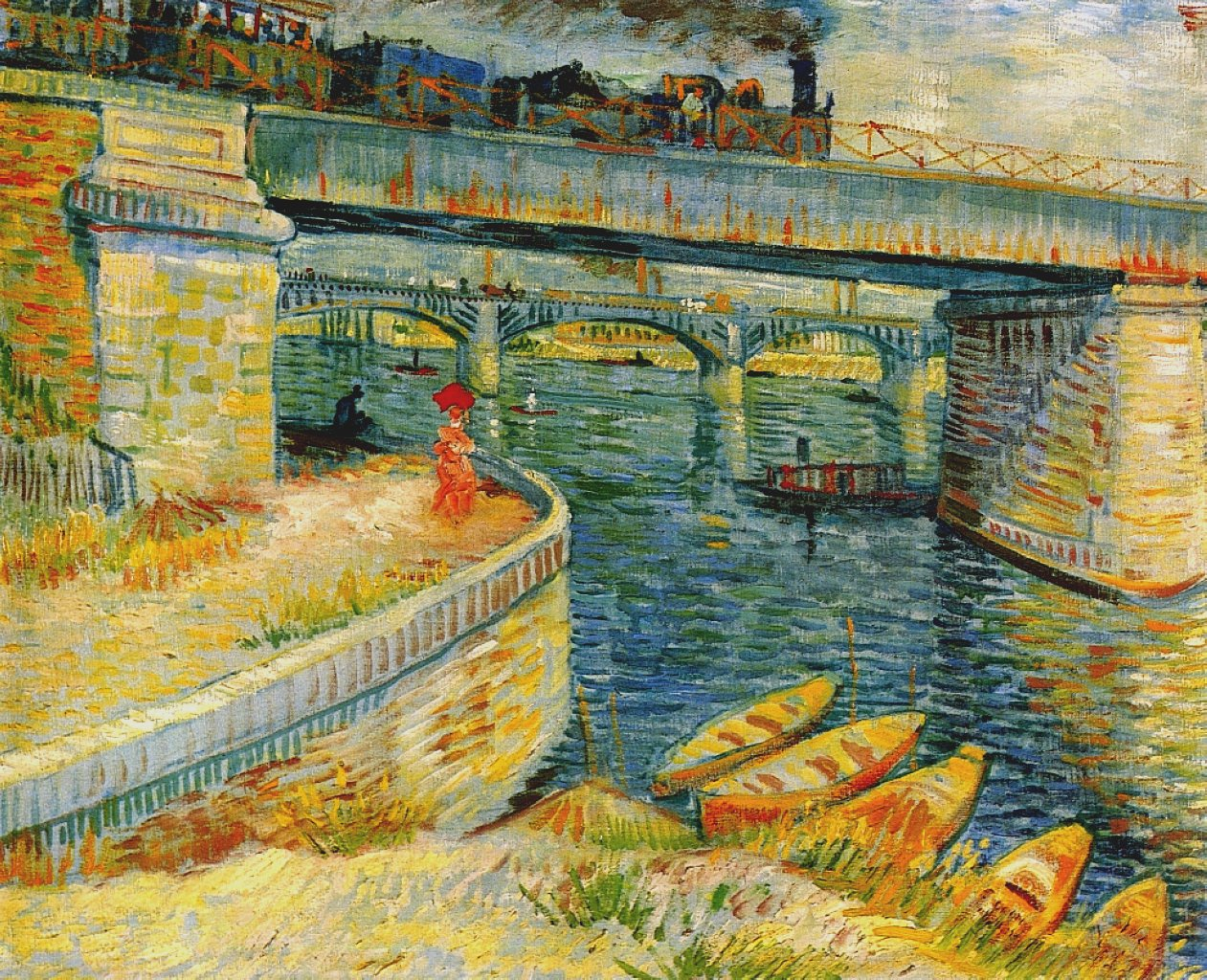
Pont sur la Seine à Asnières, de Vincent van Gogh.

## Galerie de photographies

Autres vues du pont
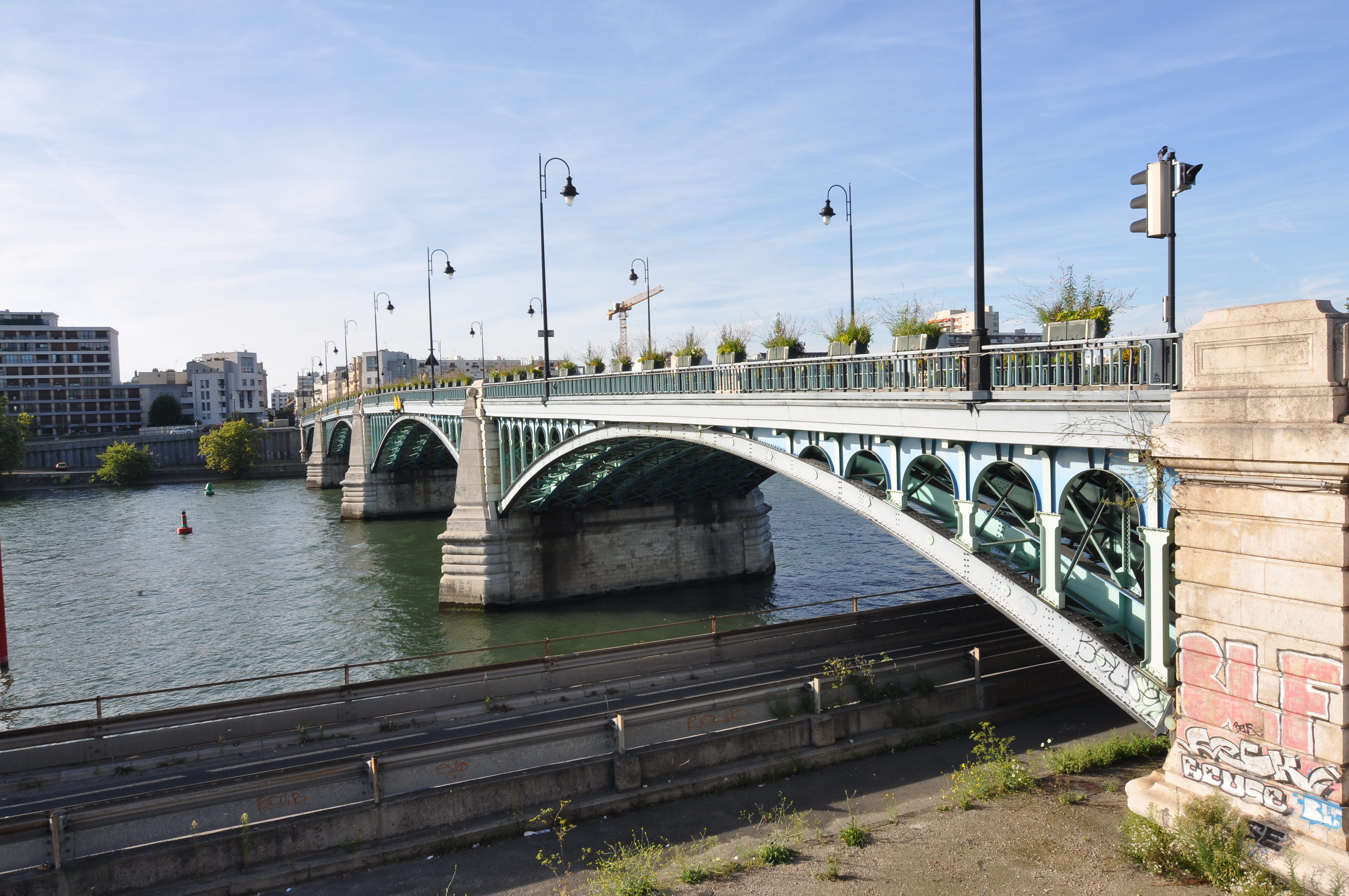
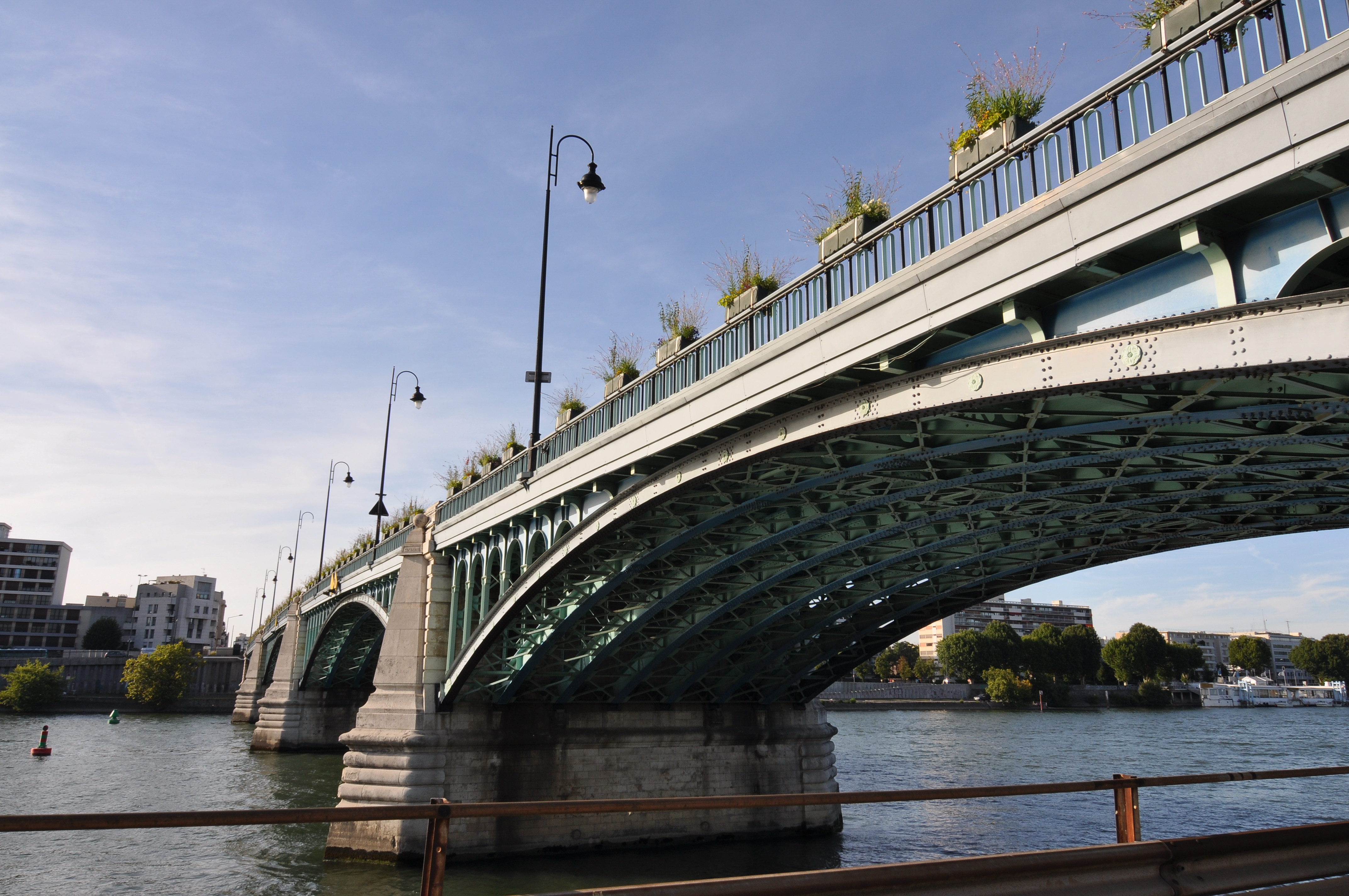
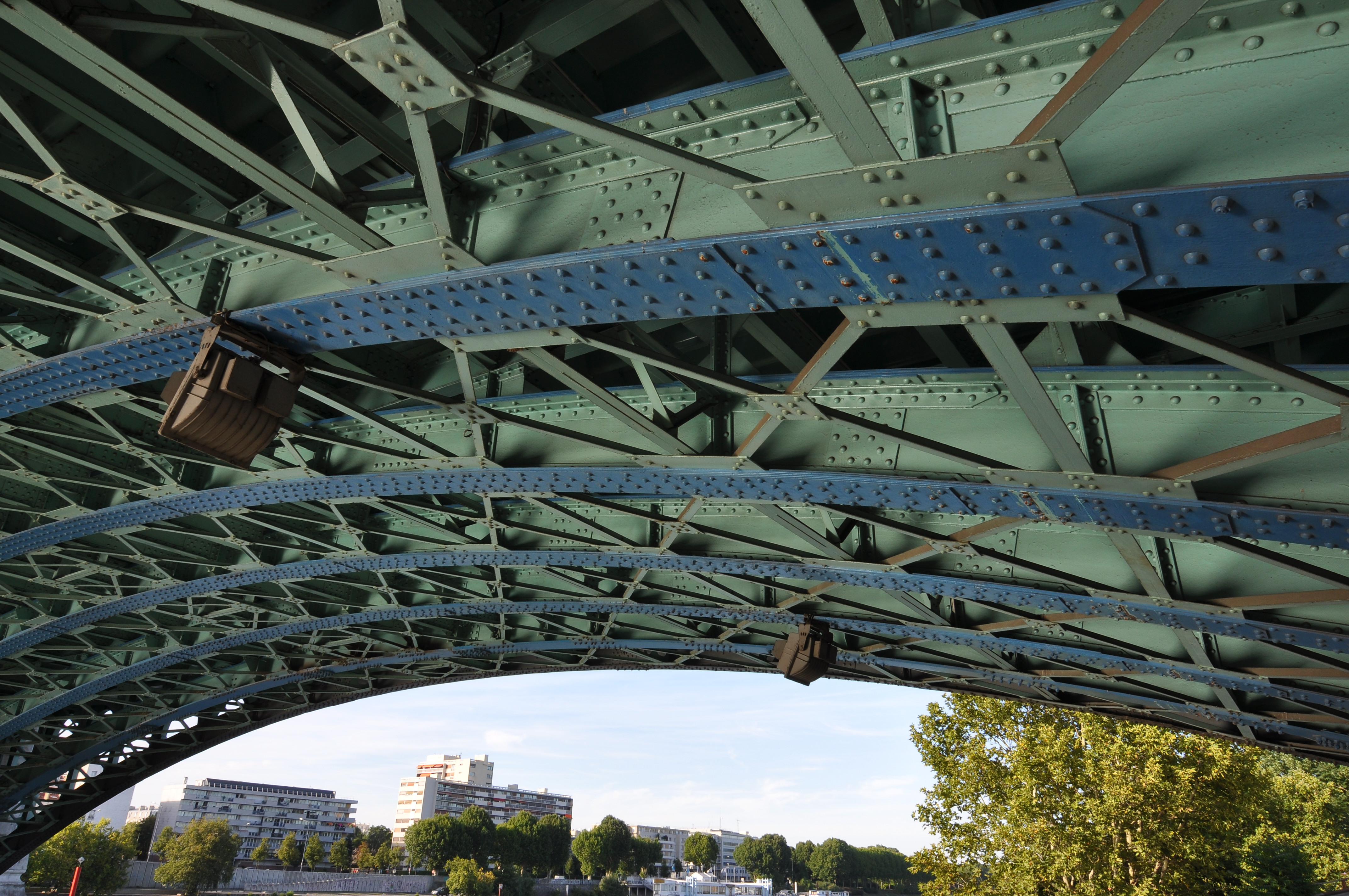
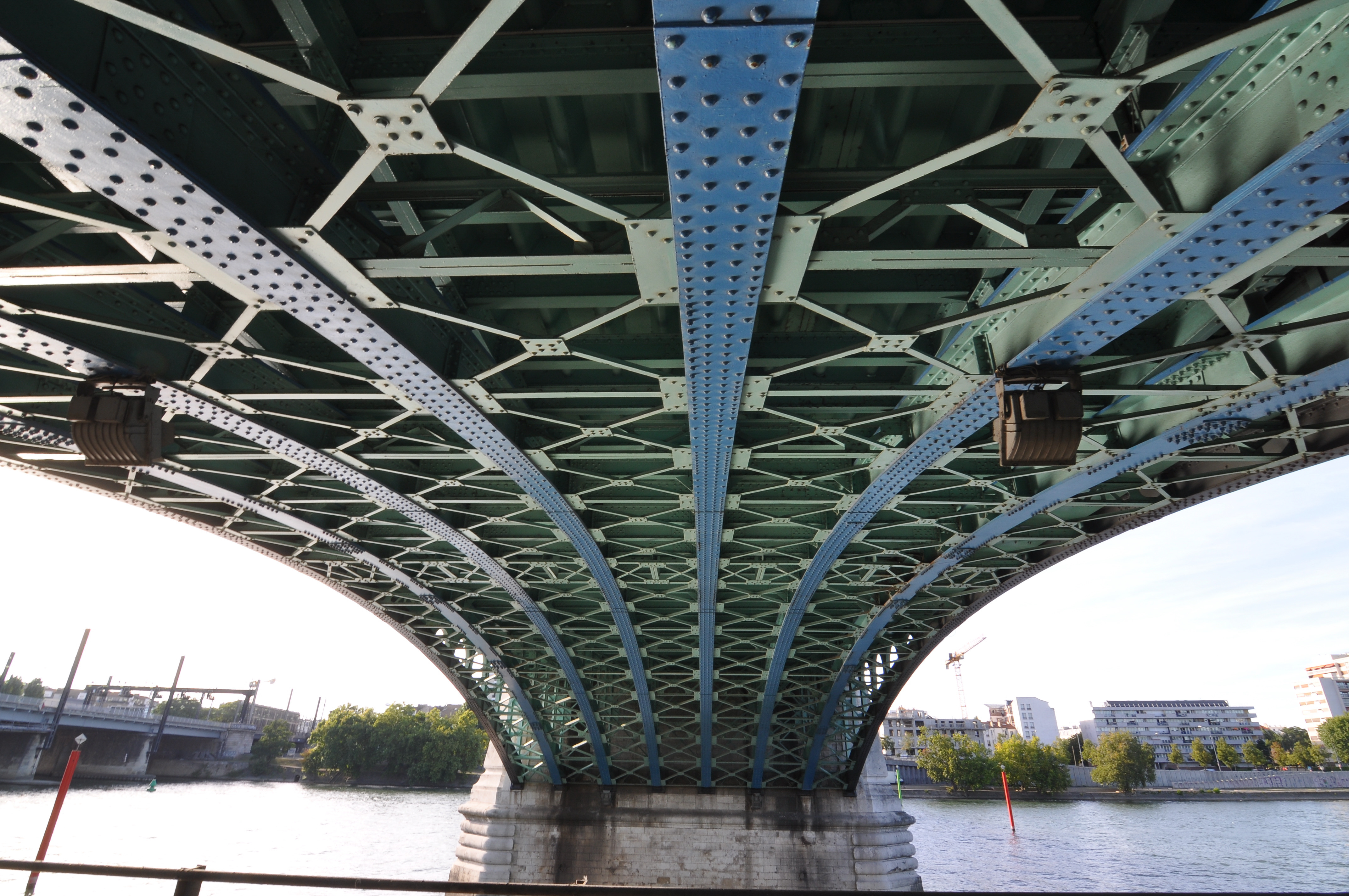
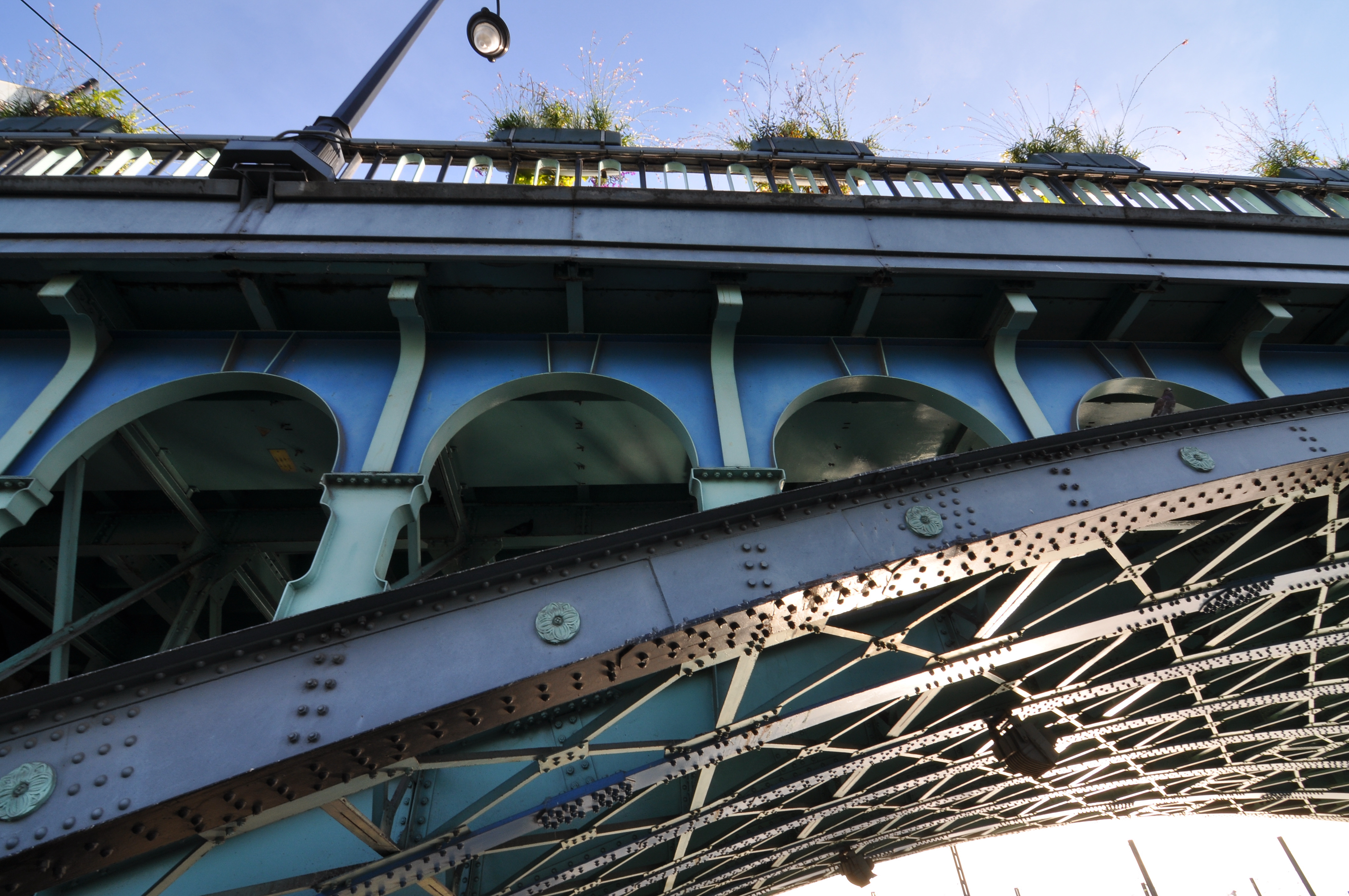
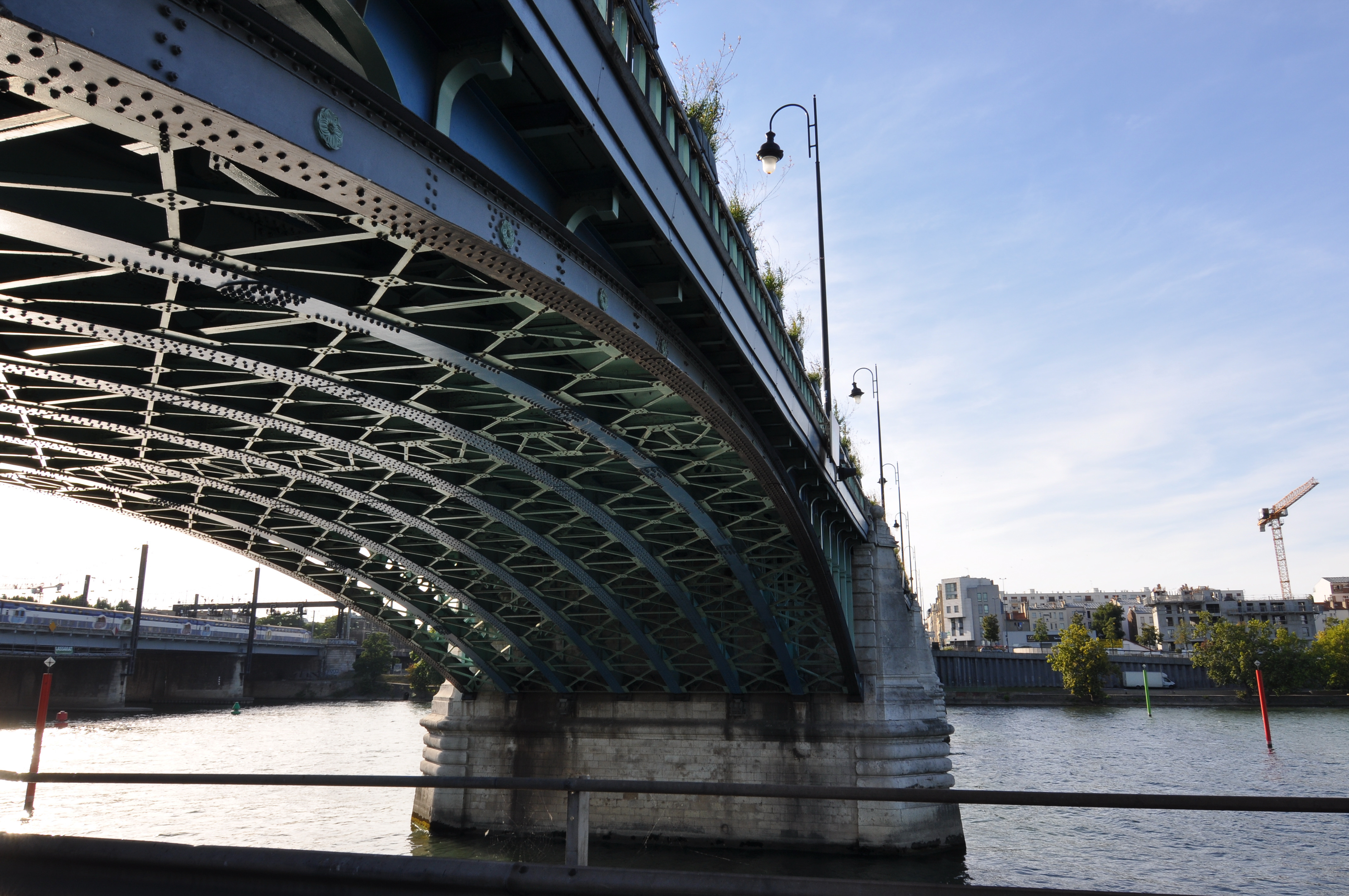